# Il signore del disordine
Il signore del disordine (Lord of Misrule) è un film horror del 2023 diretto da William Brent Bell, con Tuppence Middleton e Ralph Ineson.

## Trama
In un piccolo paesino della campagna inglese, la comunità si riunisce per celebrare la Festa del Raccolto, una ricorrenza di origine pagana celebrata ogni anno in inverno. In molti indossano maschere e costumi della tradizione e tutti tengono in mano una torcia che li accompagna durante la processione nel bosco. Durante le celebrazioni, però, una bambina scompare. Si tratta di Grace, la figlia di Rebecca, il nuovo vicario della chiesa anglicana locale, da poco arrivata. Mentre la polizia e gli abitanti del luogo cercano disperatamente, Rebecca scopre l'oscuro passato della città e deve decidere quanto è disposta a sacrificare per combattere il male e salvare sua figlia.